# Преображенский сельсовет (Ачинский район)
Преображенский сельсове́т — муниципальное образование (сельское поселение) в Ачинском районе Красноярского края.
Административный центр поселения — село Преображенка.

## География
Преображенский сельсовет находится севернее районного центра. Удалённость административного центра сельсовета — села Преображенка от районного центра — города Ачинск составляет 12 км.

## История
Преображенский сельсовет наделён статусом сельского поселения в 2005 году.

## Население
| 2010  | 2012  | 2013  | 2014  | 2015  | 2016  | 2017  |
| ----- | ----- | ----- | ----- | ----- | ----- | ----- |
| 1853  | ↗1866 | ↗1906 | ↗1941 | ↘1876 | ↘1813 | ↘1793 |
| 2018  | 2019  | 2020  | 2021  |       |       |       |
| ↗1814 | ↘1807 | ↘1773 | ↗1792 |       |       |       |

## Состав сельского поселения
В состав сельского поселения входят 4 населённых пункта:
| № | Населённый пункт | Тип населённого пункта       | Население |
| - | ---------------- | ---------------------------- | --------- |
| 1 | Большая Салырь   | село                         | ↗1143     |
| 2 | Игинка           | деревня                      | ↘108      |
| 3 | Преображенка     | село, административный центр | ↘594      |
| 4 | Саросека         | деревня                      | 8         |